# Aldershot
|  | Aquest article tracta sobre la ciutat anglesa. Vegeu-ne altres significats a «Aldershot (desambiguació)». |

Aldershot (/ˈɔːldərʃɒt/) és una ciutat del comtat anglès d'Hampshire, localitzada al cor del territori aproximadament a 60 km al sud-oest de Londres. La ciutat és administrada pel Rushmoor Borough Council. La ciutat té una població de 36.321 habitants, mentre el cas urbà d'Aldershot Casc, una conurbació (que també inclou altres ciutats com Camberley, Farnborough, i Farnham) té una població de 243.344, fent-lo el trentè-nucli urbà més gran del Regne Unit.
Aldershotés conegut com la "Casa de l'Exèrcit britànic", una connexió que va portar al seu creixement ràpid des d'un poble petit a una ciutat victoriana. Aldershot està agermanada amb Sulechów a Polònia, Meudon a França i Oberursel a Alemanya.

## Història

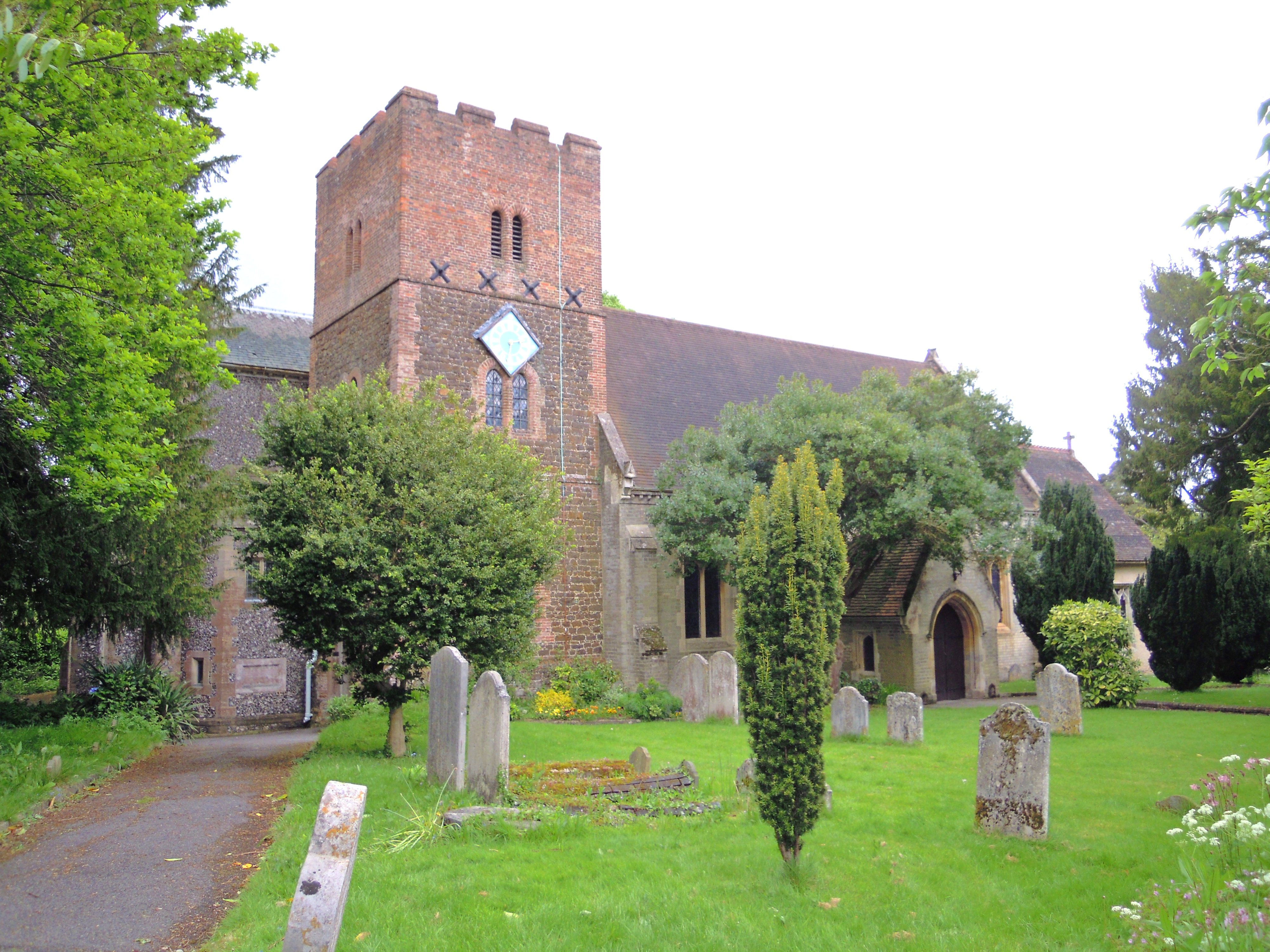
Església de Sant Miquel Arcàngel a Aldershot

El nom pot derivaede alder els arbres trobats a l'àrea (del Vell anglès 'alder-holt' de significat d'arbres d'alder). Aldershot va ser inclòs tan com a part del Centenar de Crondall al Llibre Domesday de 1086. En el mapa de John Norden d'Hampshire, publicat el 1607 edició de William Camden Britannia, indica que Aldershot era una ciutat de mercat.
Previ a 1850, Aldershott se'n sap ben poc. L'àrea era un tram vast de terra comuna, un solitari lloc buit inapropiat per la majoria de formes d'agricultura amb poca població. Mentre va existir al temps del Domesday el 1086, el poblament extens de Crondall en el del nord-la cantonada de l'est d'Hampshire era certament escandinau i va incloure Crondall, Yateley, Farnborough, i Aldershot, herència de la filla gran com va prevaldre sobre una part gran de Cumberland, segons la costum noruega. En el segle xviii, el tram del Londres al peatge de Winchester que va passar a través de Aldershot entre Bagshot i Farnham (ara conegut com el Farnborough Carretera) era l'escena de robatoris.
El 1854, al temps de la Guerra de Crimea, es va establir una guarnició a Aldershot com la primera formació permanent de campament per l'Exèrcit britànic. Això va portar a una expansió ràpida de Aldershot passant la població de 875 habitants el 1851, a més de 16.000 el 1861 (incloent aproximadament 9.000 militars). La ciutat continuà creixent, assolint un cim vers el 1950
Un substancial reconstrucció de la caserna va ser duta a terme entre 1961 i 1969, per la societat d'arquitectura i enginyeria Societat de Disseny d'Edificis. La feina va ser sol·licitada sota pressió de Govern, i diverses tecnologies per edificis nous van ser emprades amb èxit parcial.
El 1974 Aldershot i Farnborough els districtes Urbans van ser fusionats per formar el Burg de Rushmoor sota les provisions de l'Acte de Govern Local 1972.